# Morane-Saulnier MS.315
Morane-Saulnier MS.315 — французский учебный самолёт 1930-х годов, разработанный и выпускавшийся компанией Morane-Saulnier.

## История
Разработан на основе прототипов учебного самолёта, MS.300, созданного под требования программы Ed2. Первый полёт состоялся в октябре 1932 года. На основной модификации (построено 4 прототипа и 346 серийных машин, включая 33 выпущенных фирмой SNCAC после войны) устанавливался звездообразный двигатель Salmson 9Nc. Ещё 5 машин MS.317/2, предназначенных для гражданского рынка, оснащались более мощной силовой установкой Salmson 9Nd, а на единственном MS.316 стоял перевёрнутый V-образный мотор Régnier.
В 1960-х годах на 40 MS.315 заменили двигатели на Continental W670-K, получившуюся модификацию MS.317 использовали как буксировщик планеров.

## Модификации
MS.315
Серийный образец со звездообразным двигателем Salmson 9Nc (135 л. с. / 101 кВт), построено 350.
MS.315/2
175-сильный Salmson 9Nd, 5 экземпляров.
MS.316
1 самолёт с перевёрнутым V-образным двигателем Regnier.
MS.317
Переделка 1960-х гг, звездообразный двигатель 220 л. с. (164 кВт) Continental W670-K, 40 машин.

## Операторы
Франция
- ВВС Франции
- Авиация ВМС Франции

 Перу
- ВВС Перу: 6 самолётов ??MS.316 (?? по некоторым данным с моторами Lorraine 5Pc), позже заменёнными на 5-цилиндровые Kinner B5[2]

## Лётно-технические характеристики
(MS.315)
Источник данных: 

Технические характеристики
- Экипаж: 2 (курсант и инструктор)
- Длина: 7,60 м
- Размах крыла: 12,00 м
- Высота: 2,80 м
- Площадь крыла: 21,60 м²
- Масса пустого: 548 кг
- Нормальная взлётная масса: 860 кг (992 кг)[4]
- Силовая установка: 1 × Salmson 9Nc radial engine
- Мощность двигателей: 1 × 135 л. с. (1 × 101 кВт)

Лётные характеристики
- Максимальная скорость: 210 км/ч
- Крейсерская скорость: 170 км/ч
- Практическая дальность: 350 км
- Практический потолок: 5500 м